# The Love Hour
Pour plus de détails, voir Fiche technique et Distribution.
The Love Hour est un film américain réalisé par Herman C. Raymaker, sorti en 1925.

## Fiche technique
- Réalisation : Herman C. Raymaker
- Scénario : Bess Meredyth
- Photographie : Edwin B. DuPar
- Production : Vitagraph Pictures
- Durée : 70 minutes (7 bobines)[1]
- Date de sortie : 30 août 1925

## Distribution
- Huntley Gordon : Rex Westmore
- Louise Fazenda : Jenny Tibbs
- Willard Louis : Gus Yerger
- Ruth Clifford : Betty Brown
- John Roche : Ward Ralston
- Charles Farrell : Kid Lewis
- Gayne Whitman : Attorney